# Poche de Lille
Seconde Guerre mondiale,
Bataille de France
Batailles
- Drôle de guerre
- Évacuation des civils de la ligne Maginot
- Mobilisation
- Offensive de la Sarre
- Baie de Heligoland
- Incident de Mechelen
- Plan Jaune
- Plan Dyle
- Luxembourg
- Ében-Émael
- Hannut

- Sedan
- Dinant
- Monthermé
- Givet
- La Horgne
- Gembloux
- Flavion
- Louvain
- Charleroi

- Stonne
- Montcornet
- La Sambre
- Arras

- L'Escaut
- Amiens
- La Lys
- Massacre de Vinkt
- Boulogne-sur-Mer
- Calais
- Poche de Lille
- Massacre du Paradis
- Abbeville
- Dunkerque
- Capitulation belge

- L'Aisne
- L'Ailette
- Opération Paula
- l’Exode
- Pont-de-l'Arche
- Opération Cycle
- Opération Ariel

- Les Alpes
- Vallon du Seuil
- Bombardement de Toulon
- Opération Vado
- La Loire
- Saumur
- La vallée du Rhône
- Bombardements de Marseille
- Menton (Pont-Saint-Louis)
- Combats aériens en Suisse
- Armistice du 22 juin

La poche de Lille a résisté du 25 mai au 31 mai 1940 à l'encerclement de l'armée allemande commandée par le général Waeger durant la bataille de France.
La défense de la ville et des environs (Loos, Seclin et Haubourdin) par les 40 000 hommes de Jean-Baptiste Molinié permit au Corps expéditionnaire britannique de rembarquer à Dunkerque, concurremment avec les défenses de Boulogne-sur-Mer et de Calais par les Alliés.
Pendant la bataille, les troupes françaises tentent même de contre-attaquer et capturent le commandant de la 253 Infanteriedivision, Fritz Kühne.

## Forces en présence

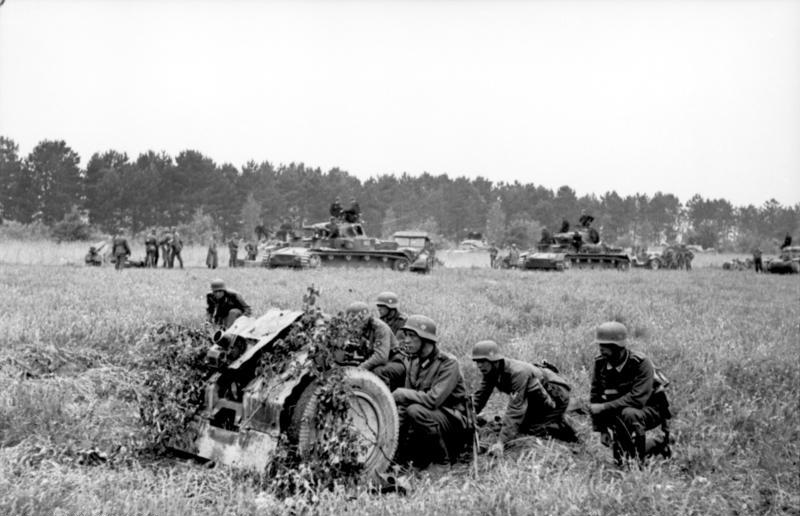
Soldats allemands en France en 1940.

Situation, 21 mai – 4 juin 1940

## Déroulement
Le groupement de l'armée française, chargé de la défense de Lille, sous les ordres du général Molinié établit son quartier général à Haubourdin et fit placer notamment :
- Le général Alphonse Juin avec la 15e Division d'Infanterie Motorisée au Faubourg des Postes à l'entrée de la ville.
- Loos est tenu par la 1re Division d'Infanterie Motorisée commandée par le général Léon Jenoudet,
- L'est d'Haubourdin par la 2e division Nord-Africaine du général Pierre Dame
- L'ouest d'Haubourdin par la 5e division Nord-Africaine du général Mesny.
- Les débris de la 1re division marocaine, durement éprouvée par les combats des jours précédents se placent à Lambersart sous les ordres du général Mellier.

Les poches de résistance regroupent 35 000 à 40 000 soldats, soit 30 bataillons, 12 groupes d'artillerie, et 5 groupes de reconnaissance.
Le 28 mai en fin de matinée, après la capture du général Kühne, dans le faubourg des Postes, porteur des plans d'attaque allemands, qui prévoient que les trois Panzer Divisionen (4e , 5e et 7e) attaqueront le front ouest, la 7e division le nord, la 253e le nord-est, la 217e le sud-est et la 267e division le sud, le général Molinié et ses officiers, organisent alors une tentative de sortie. C'est un carnage, et le capitaine Philippe de Hauteclocque, avec l'accord de son supérieur, réussit à traverser les lignes allemandes et à rejoindre le 4 juin les positions françaises plus au sud sur le canal Crozat.
Les munitions épuisées, après des centaines de morts civils et militaires et de blessés, les points de résistance cessent le combat les uns après les autres le 31 mai. À Haubourdin, les Allemands, sans nécessité, massacrent une partie des prisonniers nord-africains après la bataille.

## Conséquences
Le général Molinié et le colonel Aizier négocient jusqu'à minuit une reddition dans l'honneur pour les défenseurs de Lille et de ses faubourgs. Le samedi 1er juin sur la Grand Place, les troupes françaises défilent en armes devant les Allemands et quelques civils sortis des abris.

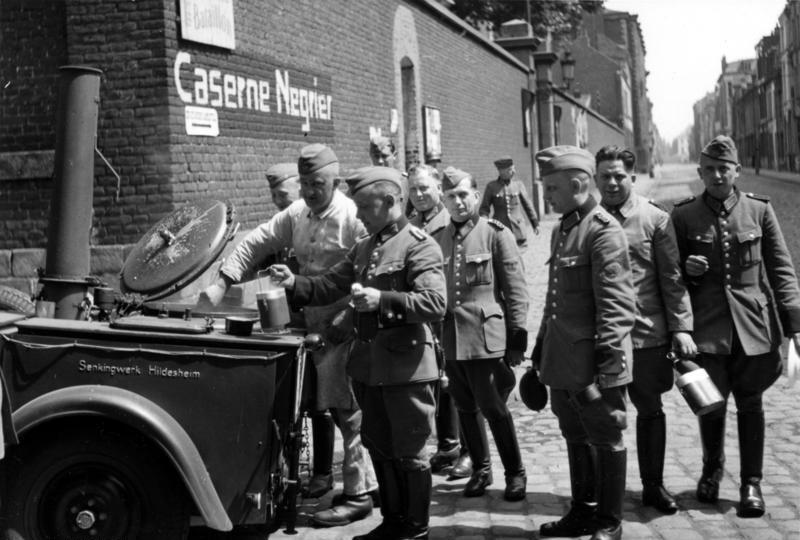
Détachement de police allemande dans Lille en 1940.

Le 2 juin, Adolf Hitler reprocha au général Waeger d'avoir marqué une pause dans sa progression vers Dunkerque et d'avoir rendu les honneurs aux Français. Waeger fut limogé sur le champ. Churchill dans ses mémoires estima que les défenseurs de Lille donnèrent cinq jours de répit à l'opération Dynamo (citation du livre du Colonel Rémy) :
« These Frenchmen, under the gallant leadership of general Molinié, had for four critical days contained no less than seven German divisions which otherwise could have joined in the assaults on the Dunkirk perimeter. This was a splendid contribution to the escape of their more fortunate comrades of the BEF »
— Winston Churchill, The Second World War. vol. II. Their Finest Hour, Cassel & Co., 1949, p. 86
.

## Hommages
Sur les 6 divisions encerclées à Lille, 3 étaient nord-africaines (la Division marocaine, les 2e et 5e DINA). La résistance de ces troupes fut si forte que les Allemands de la VIe Armée leur accordèrent les honneurs de la guerre (le précédent remontait à la reddition du fort de Vaux en 1916). Une compagnie en armes formée de tirailleurs du 13e défila sur la grand place de Lille, devant le général Waeger (27e korps) et de son état major, au garde-à-vous et qui saluaient et une compagnie d'honneur allemande qui présentait les armes.
Le 2e régiment de tirailleurs marocains fut cité à l'ordre de l'armée après la bataille :
« Les 28, 29, 30 et 31 mai 1940, par le sacrifice de ses derniers éléments, il arrêtait, par des combats de rues, à Loos-sous-Lille, la progression allemande jusqu'à ce qu'il fût réduit à quelques officiers et une poignée de tirailleurs privés de munitions. »
— Extrait de la 1re citation à l'ordre de l'armée décernée au 2e régiment de tirailleurs marocains (2e RTM) après les combats à Lille fin Mai 1940